# Tentax minima
Tentax minima là một loài bướm đêm trong họ Erebidae.